# Плотично (озеро, Локнянский район)
Плотично (или также Теланово, Аложично) — озеро в Миритиницкой волости Локнянского района Псковской области.
Площадь — 1,2 км² (120,0 га, с островами — 120,4 га). Максимальная глубина — 18,3 м, средняя глубина — 9,1 м.
Сточное. Относится к бассейнам рек-притоков Вейна, Смердель, Локня, которая в свою очередь впадает в Ловать. Находится на Бежаницкой возвышенности.
Тип озера лещово-уклейный с ряпушкой. Массовые виды рыб: лещ, щука, ряпушка, плотва, окунь, уклея, красноперка, густера, линь, карась, налим, ерш, бычок-подкаменщик, вьюн, щиповка; широкопалый рак (продуктивность выше средней).
Для озера характерны в прибрежье — луга, поля, кусты; в литорали — песок, камни, галька, заиленный песок; в профундали — ил, камни, заиленный песок.